# Sorority House
Sorority House is een Amerikaanse dramafilm uit 1939 onder regie van John Farrow.

## Verhaal
Alice Fisher is de dochter van een kleine kruidenier, die mag gaan studeren aan de universiteit. Ze hoort er dat het belangrijk is om lid te worden van een studentenvereniging. Omdat ze zo laat werd toegelaten tot de universiteit, weet geen enkele studentenvereniging af van Alice. Haar huisgenoten hebben ook zulke problemen.

## Rolverdeling
| Acteur             | Personage                 |
| ------------------ | ------------------------- |
| Anne Shirley       | Alice Fisher              |
| James Ellison      | Bill Loomis               |
| Barbara Read       | Dotty Spencer             |
| Pamela Blake       | Merle Scott               |
| J.M. Kerrigan      | Lew Fisher                |
| Helen Wood         | Martha Lanigan            |
| Doris Davenport    | Neva Simpson              |
| June Storey        | Norma Hancock             |
| Elisabeth Risdon   | Mevrouw Scott             |
| Margaret Armstrong | Mevrouw Pettingell Dawson |
| Selmer Jackson     | Mijnheer Grant            |
| Chill Wills        | Mijnheer Johnson          |